# Teufelssteine (Molbergen)
De Teufelssteine (ook wel Teufelssteine Bischofsbrück genoemd) ligt ten noordwesten van de Hofgruppe Bischofsbrück, aan de oostelijke oever van de beek Marka.
De Teufelssteine ligt ten noorden van Peheim en Vrees, ongeveer negen kilometer noordwestelijk van Molbergen in Nedersaksen.
Het hunebed is gebouwd tussen 3500 en 2800 v.Chr. en wordt toegeschreven aan de Trechterbekercultuur. Het is bekend onder Sprockhoff Nr. 959 en vormt een onderdeel van de Straße der Megalithkultur.

## Kenmerken
Vermoedelijk ging het om een ovale dekheuvel van 40 meter lang en 6 meter breed. Deze dekheuvel met steenkrans wordt in Duitsland juist Hünenbett genoemd (en is meestal rechthoekig). De steenkrans is niet volledig en enkele stenen staan niet meer in de oorspronkelijke positie.
Het Hünenbett bedekte de kamer die compleet bewaard is gebleven. Het gaat hier om een „hannoversche Kammer“ met drie dekstenen van 6 bij 1,5 meter groot. De kamer heeft op de zuidelijke, lange zijde drie draagstenen en op de noordelijke, lange zijde twee draagstenen. Er zijn ook twee sluitstenen. De toegang heeft waarschijnlijk op de noordelijke zijde gelegen, wat erg ongebruikelijk is. Tegenwoordig is deze niet meer te herkennen. De grootste deksteen is 3,0 × 2,9 × 0,6 meter groot. Op een van de stenen is een tekst aangebracht „ANNO SANTO“, deze tekst stamt uit de twintigste eeuw en is in het oude Futhark geschreven.

## Sage
Er is een sage over de duivel die stenen meedroeg om een schat veilig te stellen. Schatzoekers hoorden enorm gebrom en lawaai als ze de schat wilden zoeken. Een grote hond zou hier 's nachts rondgezworven hebben. Het zou onmogelijk zijn om het aantal stenen te tellen. Elke keer als men de stenen telt, komt men op een ander aantal en dit zou duiden op de griezelige aura van de plek.

## Weblinks
- Teufelssteine: Beschreibung Bild und Grundriss
- Großsteingrab "Teufelssteine", Bischofsbrück: Beschreibung und Bilder